# السویحلیه
السویحلیه یک منطقهٔ مسکونی در قطر است که در شهرداری الشحانیه واقع شده‌است. السویحلیه ۱۳٫۴ کیلومتر مربع مساحت دارد.